# Schendylellus hodites
Schendylellus hodites är en mångfotingart som beskrevs av Chamberlin 1920. Schendylellus hodites ingår i släktet Schendylellus och familjen småjordkrypare.
Artens utbredningsområde är Guatemala. Inga underarter finns listade i Catalogue of Life.